# Yoshikazu Suzuki
Yoshikazu Suzuki (鈴木 良和 Suzuki Yoshikazu?, nacido el 1 de junio de 1982 en Shizuoka) es un exfutbolista japonés. Jugaba de centrocampista y su último club fue el Mito HollyHock de Japón.

## Trayectoria

### Clubes
| Club            | País  | Año         |
| --------------- | ----- | ----------- |
| Shonan Bellmare | Japón | 2001 - 2005 |
| Mito HollyHock  | Japón | 2006 - 2008 |